# Керолайн Дін
```
Керолайн Дін
 
(
2 квітня
 
1957
(
1957-04-02
)
 
)
 
— британський ботанік. Співробітниця 
John Innes Centre
[en]
, його професор
[
5
]
, почесний професор 
Університету Східної Англії
, член Лондонського королівського товариства (2004), Леопольдіни й іноземний член НАН США (обрана в обидві останні в квітні 2008).
```

## Біографія
Закінчила Йоркський університет, де вчилася в 1975—1978 рр., зі ступенем бакалавра біології з відзнакою. Ступінь доктора філософії DPhil з біології отримала також там, займаючись з 1979 року, в 1982 році.
У 1983—1988 роках працювала в Каліфорнії в Advanced Genetic Sciences, Inc. (нині це частина DNA Plant Technology [en]).
З 1988 року працює в John Innes Centre, в 1999—2009 роках помічник директора з досліджень .
З 1993 року почесний фелло-дослідник, а з 2002 року почесний професор школи біологічних наук Університету Східної Англії.
Член редколегії Genes & Development .
Член EMBO з 1999 року і член її ради в 2012—2017 рр. У 2012—2018 роках співробітник-нерезидент Salk Institute for Biological Studies . 
З 2015 року член AcademiaNet.
Чоловік — Jonathan DG Jones [en], є син і дочка.
Автор понад 150 рецензованих публікацій .

## Нагороди та відзнаки
Дама-Командор ордену Британської імперії (2016, офіцер 2004).
- Genetics Society Medal (2002)
- Thomson Reuters Top 1 % Highly Cited Researcher (2014 року)[8]
- Award for Excellence in Bioscience, Biotechnology & Biological Sciences Research Council (2014 року)[7]
- FEBS / EMBO Women in Science Award (2015)[9][6]
- Медаль Дарвіна Лондонського королівського товариства (2016)
- Премія Л'Ореаль — ЮНЕСКО «Для жінок в науці» (2018)[10]
- Novartis Medal and Prize [en], Біохімічне суспільство (2019)